# ولادة طبيعية
الولادة الطبيعية هي الولادة بدون التدخلات الطبية الروتينية، وخاصة التخدير. الولادة الطبيعية نشأت في المعارضة للنموذج التكنو-طبي للولادة التي اكتسبت مؤخرا شعبية في المجتمعات الصناعية. تحاول الولادة الطبيعية الحد من التدخل الطبي، وخاصة استخدام الأدوية المخدرة والعمليات الجراحية مثل شق العجان، ملقط وجهاز شفط الجنين عمليات الولادة القيصرية. الولادة الطبيعية قد تحدث في مستشفى للولادة فيه طبيب وقابلة، في المنزل بحضور قابلة أو بدون بولادة بلا مساعدة. صاغ مصطلح «الولادة الطبيعية» طبيب التوليد جرانتلي ديك-ريد عند نشر كتابه الولادة الطبيعية في 1930ات، الذي أتبعه عام 1942 بكتاب الولادة دون خوف.

## تاريخ
تاريخياً أنجبت معظم النساء في المنزل دون توفر رعاية طبية طارئة. قُدِّر المعدل «الطبيعي» لوفيات الأمهات - أي بدون تدخل جراحي أو صيدلي - بنحو 1500 لكل 100000 ولادة. في الولايات المتحدة حوالي عام 1900، قبل إدخال وتحسين التقنيات الطبية الحديثة، كان هناك حوالي 700 حالة وفاة بين الأمهات لكل 100,000 ولادة (.7٪).
في بداية الثورة الصناعية، أصبحت الولادة في المنزل أكثر صعوبة بسبب مساحات المعيشة المزدحمة وظروف المعيشة القذرة. دفع هذا بالنساء في المناطق الحضرية ونساء الطبقة الدنيا إلى المستشفيات المتوفرة حديثًا في حين واصلت النساء الثريات وطبقات الطبقة الوسطى العمل في المنزل. في أوائل القرن العشرين كان هناك توافر متزايد للمستشفيات وبدأ المزيد من النساء في الذهاب إلى المستشفى من أجل المخاض والولادة. في الولايات المتحدة، كانت الطبقات الوسطى متقبلة بشكل خاص لإضفاء الطابع الطبي على الولادة والتي وعدت بمخاض أكثر أمانًا وأقل إيلامًا. كانت القدرة على الولادة دون ألم جزءًا من الحركة النسوية المبكرة. بدأ استخدام عقاقير الولادة في عام 1847 عندما قدم طبيب التوليد الإسكتلندي جيمس يونغ سيمبسون الكلوروفورم كمخدر أثناء المخاض ولكن فقط النساء الأكثر ثراءً وقوة (مثل الملكة فيكتوريا) كان بإمكانهن الوصول. في أواخر القرن التاسع عشر بدأت النسويات في الولايات المتحدة والمملكة المتحدة في المطالبة بأدوية لتسكين الآلام أثناء الولادة. ومع ذلك في العقود الأولى من القرن العشرين، كانت الولادة بدون علاج بمساعدة القابلات لا تزال شائعة في المناطق الريفية وبعض المراكز الحضرية أيضًا.
مصطلح «الولادة الطبيعية» صاغه طبيب التوليد غرانت ديك ريد عند نشر كتابه «الولادة الطبيعية» في عام 1933. في الكتاب عرّف ديك ريد المصطلح على أنه غياب أي تدخل من شأنه أن يزعج تسلسل المخاض. وجادل الكتاب بأنه بسبب خوف النساء البريطانيات «المتحضرات» من الولادة فإن معدل المواليد ينخفض وإذا لم تخاف المرأة من الولادة فإن الولادة ستكون أسهل لأن الخوف يخلق التوتر الذي يسبب بدوره الألم. في عام 1942 نشر ديك ريد كتاب رؤيا للولادة (والذي أعيد تسميته لاحقًا ولادة بلا خوف) داعيًا إلى الولادة الطبيعية والتي أصبحت من أكثر الكتب مبيعًا على مستوى العالم. في أواخر الأربعينيات من القرن الماضي أحضر أفكاره إلى أمريكا لكنه رأى أفكارًا متشابهة بأسماء مختلفة «ولادة خالية من الألم» و «ولادة جاهزة» - بدأت بالفعل تكتسب زخمًا. تكمن جاذبية الولادة الطبيعية في فكرة أن دمج الجوانب الفسيولوجية والنفسية والاجتماعية والروحية للتكاثر من شأنه أن يخلق أفضل رعاية شاملة.
اكتسبت طريقة لاماز شهرة في الولايات المتحدة بعد أن كتبت مارجوري كرمل عن تجربتها في كتابها عام 1959 شكرًا لك دكتور لاماز ومع تشكيل الجمعية الأمريكية للوقاية النفسية في طب التوليد (حاليًا لاماز إنترناشونال) من تأليف كارميل وإليزابيث بينج. طريقة برادلي للولادة الطبيعية (المعروفة أيضًا باسم «الولادة بمساعدة الزوج») وهي طريقة للولادة الطبيعية تم تطويرها في عام 1947 من قبل روبرت برادلي دكتوراه في الطب وقد تم نشرها من خلال كتابه الولادة تحت إشراف الزوج الذي نُشر لأول مرة في عام 1965.
في السبعينيات أصبحت الولادة الطبيعية حركة مرتبطة بالنسوية والنزعة الاستهلاكية مؤكدة على عدم اهتمام التوليد بالفرد ككل والتكنولوجيا وسيلة للتحكم في أجساد النساء. قام ميشيل أودنت والقابلات مثل Ina May Gaskin بالترويج لمراكز الولادة والولادة في الماء والولادة في المنزل كبدائل لنموذج المستشفى. غالبًا ما يُعتقد خطأً أن فريديريك ليبوييه دعا إلى الولادة في الماء لكنه في الواقع رفض البديل لأنه شعر أنه لا يفيد صحة الطفل. في عام 1976، كتب جاسكين كتاب القبالة الروحية، الذي وصف جمال وقوة الولادات في المنزل دون علاج.